# Platystele steyermarkii
Platystele steyermarkii är en orkidéart som beskrevs av Carlyle August Luer. Platystele steyermarkii ingår i släktet Platystele och familjen orkidéer. Inga underarter finns listade i Catalogue of Life.